# Sierra Leone (1961-1971)
Van 1961 tot 1971 was Sierra Leone een onafhankelijk land binnen het Gemenebest van Naties met de Britse koningin Elizabeth II als staatshoofd (een Commonwealth realm). Het land ontstond op 27 april 1961 toen de Britse Kolonie en Protectoraat Sierra Leone onafhankelijk werd. Op 19 april 1971 werd, met de aanname van een nieuwe grondwet, de monarchie afgeschaft en de Republiek Sierra Leone uitgeroepen. 

## Bestuur
De Britse koningin Elizabeth II was staatshoofd van Sierra Leone als zijnde de Koningin van Sierra Leone. De koningin werd in haar functie vertegenwoordigd door een gouverneur-generaal. De volgende personen waren gouverneur-generaal van Sierra Leone:
- Sir Maurice Henry Dorman (27 april 1961 – 27 april 1962)
- Sir Henry Lightfoot Boston (27 april 1962 – 27 maart 1967)
- Andrew Juxon-Smith (27 maart 1967 – 18 april 1968) (waarnemend)
- John Amadu Bangura (18 – 22 april 1968) (waarnemend)
- Sir Banja Tejan-Sie (22 april 1968 – 31 maart 1971)
- Christopher Okoro Cole (31 maart – 19 april 1971) (waarnemend)

Aan het hoofd van de regering van Sierra Leone stond een premier.